# Derambila costipunctata
Derambila costipunctata là một loài bướm đêm trong họ Geometridae.